# Alexis Bouvard

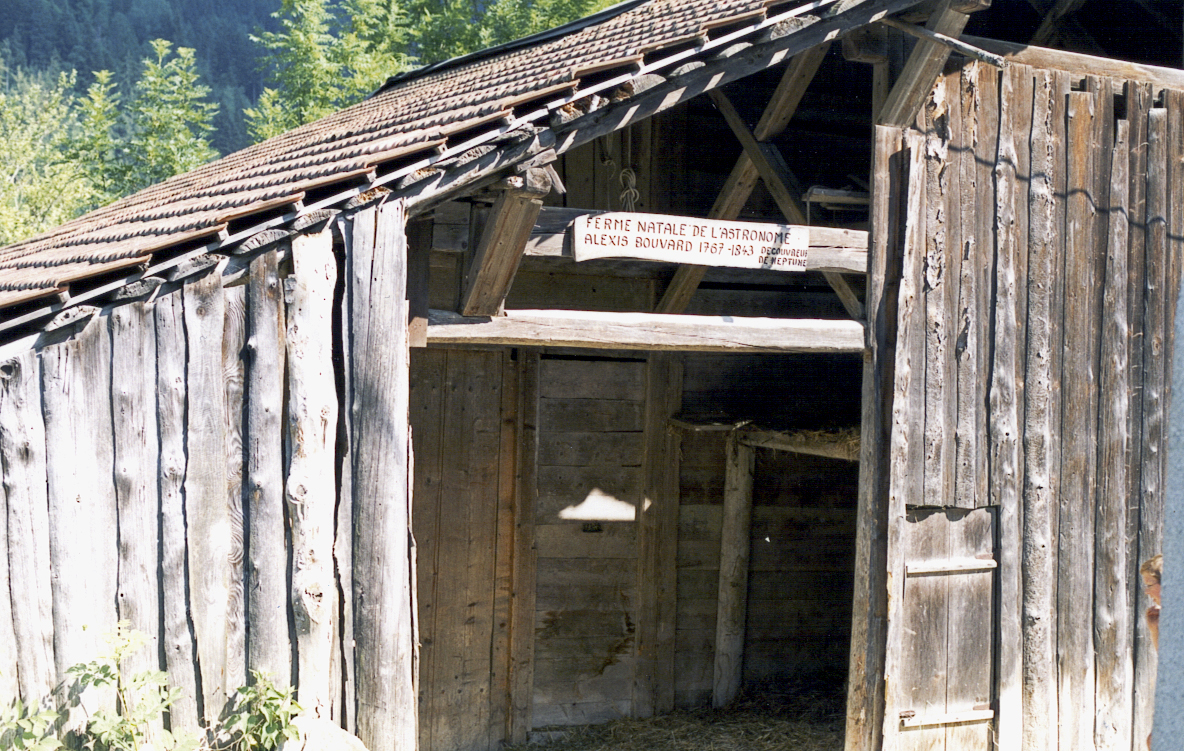
Local de nascimento de Alexis Bouvard.

Alexis Bouvard (Les Contamines-Montjoie, 27 de junho de 1767 - Paris, 7 de junho de  1843) foi um astrônomo francês.

## Biografia
Suas realizações mais significativas incluem a descoberta de oito cometas, e a compilação de tabelas astronômicas de Júpiter, Saturno e Urano. As duas primeiras era relativamente precisas, enquanto a tabela de Urano revelou alterações significativas durante as observações seguintes. Isso levou Bouvard a hipótese de que um oitavo planeta pode causar perturbações na órbita de Urano. Bouvard foi diretor do Observatório de Paris de 1822 até sua morte em 1843. Foi eleito membro da Académie des Sciences em 1803 e membro estrangeiro da Royal Society em 1826.